# Sławno (jezioro)
Sławno – jezioro w Polsce, w województwie wielkopolskim, w powiecie gnieźnieńskim, w gminie Kiszkowo, na Pojezierzu Gnieźnieńskim. Nad jeziorem leży wieś Sławno.

## Dane morfometryczne
Zwierciadło wody położone jest na wysokości 105,7 m n.p.m. Maksymalna głębokość wynosi 3 metry. Powierzchnia zwierciadła wody wynosi 15,9 ha.